# Nissan Magnite
Nissan Magnite (укр: Ніссан Магніт)— це субкомпактний кросовер, який виробляє та продає компанія Nissan. Представлений у жовтні 2020 року, Magnite стоїть нижче Kicks у глобальній лінійці кросоверів Nissan, що робить його найменшим кросовером Nissan у світі. 
Назва «Magnite» - це суміш слів «magnetic» і «ignite».

## Огляд

### Попереднє виробництво
На етапі розробки Magnite планувався як флагманський кросовер для марки Datsun.  Однак, оскільки марку Datsun планувалося припинити, Magnite було передано бренду Nissan на останніх етапах його розробки. Назва «Datsun Magnite» є торговою маркою в Індії з квітня 2019 року,  а потім назва «Nissan Magnite» з березня 2020 року.  Автомобіль був вперше представлений у лютому 2020 року з видом сбоку. Концептуальна версія була оприлюднена віртуально 17 липня 2020 року як Magnite Concept. 

### Виробнича модель
Серійну модель було представлено 21 жовтня 2020 року, а виробництво розпочато 30 жовтня 2020 року.  Вона була запущена в Індії 2 грудня 2020 року,  а потім в Індонезії 21 грудня.
Автомобіль побудований на розширеній версії платформи CMF-A під назвою CMF-A+ . Платформа також лежить в основі Renault Triber і Kiger.  Спочатку транспортний засіб експортується лише на кілька ринків, що розвиваються з правим кермом, включаючи Індонезію, Південну Африку, Непал, Бутан, Бангладеш, Шрі-Ланку, Бруней, Уганду, Кенію, Сейшельські острови, Мозамбік, Замбію, Маврикій, Танзанію і Малаві.
У жовтні 2023 року Magnite отримав опцію автоматизованої ручної коробки передач (продається як EZ-Shift) для моделі з турбонаддувом.

Оновлений Magnite був представлений 4 жовтня 2024 року.

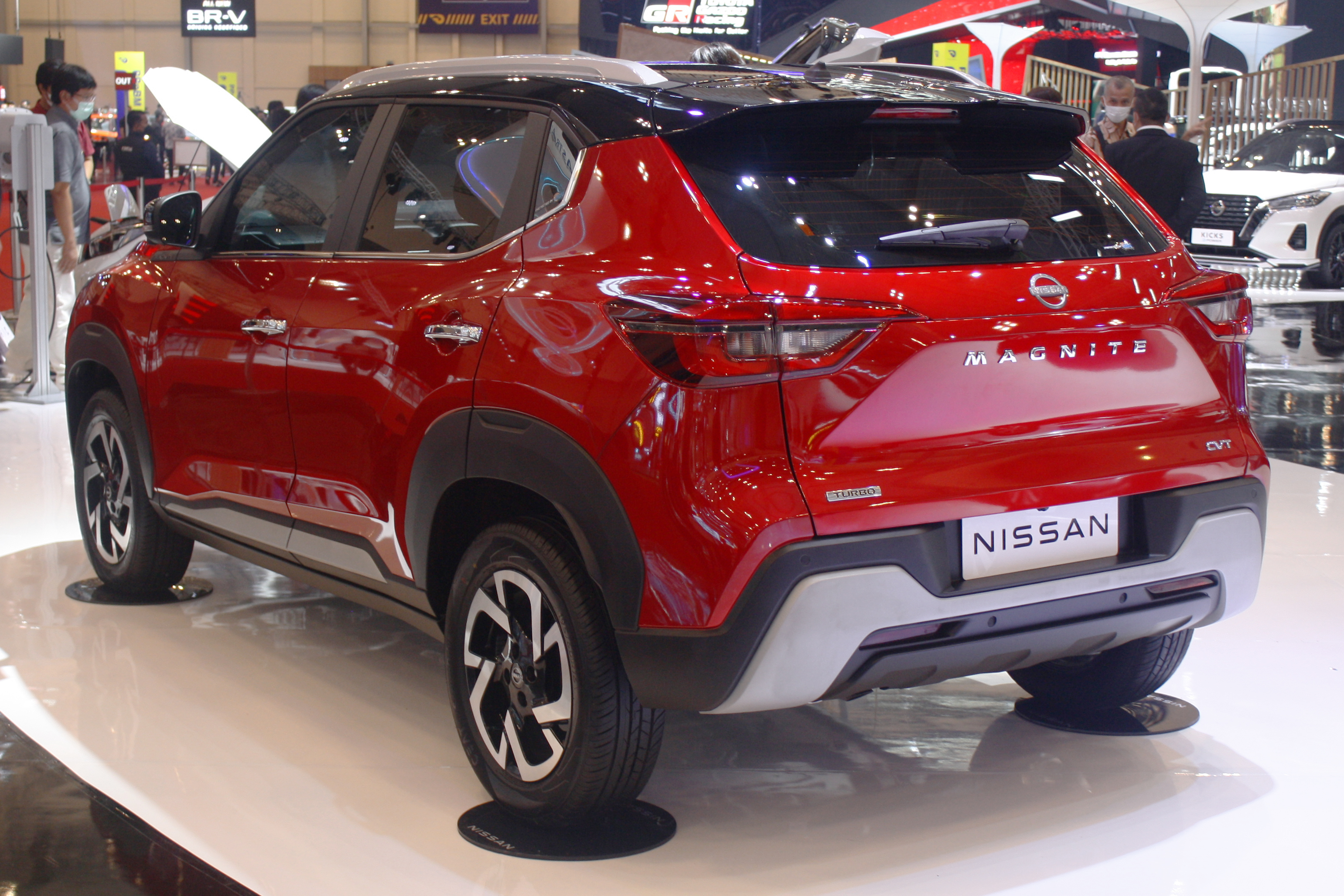
Вид ззаду
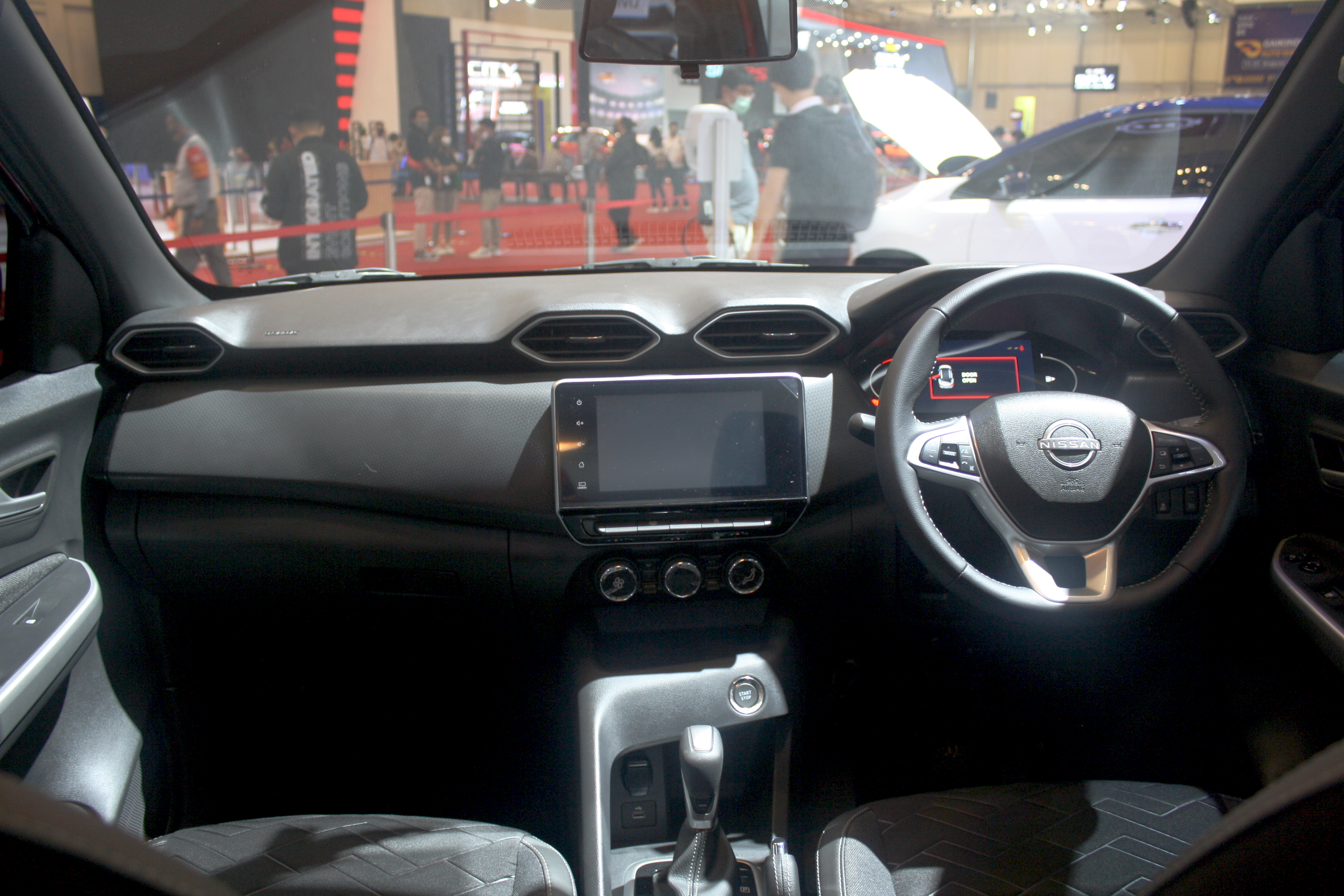
Інтер’єр

## Продажі
| Рік  | Індія  | Південна Африка | Індонезія |
| ---- | ------ | --------------- | --------- |
| 2020 | 560    |                 |           |
| 2021 | 34,086 | 3,263           | 434       |
| 2022 |        | 6,065           | 453       |
| 2023 |        | 8,581           |           |